# Voyage of Discovery...for the Purpose of Exploring Baffin's Bay...
Voyage of Discovery...for the Purpose of Exploring Baffin's Bay... (abreviado Voy. Explor. Baffin's Bay) es un libro con ilustraciones y descripciones botánicas que fue escrito por el reconocido botánico escocés recolector de la flora de Australia a principios del siglo XIX; Robert Brown y publicado en el año 1819 con el nombre de A Voyage of Discovery Made Under the Orders of the Admirality, in his Majesty's Ships Isabella and Alexander, for the Purpose of Exploring Baffin's Bay.
Robert Brown incluye un apéndice (pp. cxxxix-cxliv) con una lista de las plantas recolectadas en este viaje comandado por el capitán John Ross.